# اتحاد القوى الديمقراطية في غينيا
اتحاد القوى الديمقراطية في غينيا (بالفرنسية: Union des forces démocratiques de Guinée)‏ هو حزب سياسي اجتماعي ليبرالي  في غينيا.
تأسس الحزب عام 1991 من قبل عدد من الأحزاب والجماعات المعارضة. في أكتوبر 2002، انضم إليها قسم من الاتحاد للتقدم والتجديد بقيادة مامادو بوي باه، والذي على عكس غالبية حزبهم أرادوا مقاطعة الانتخابات البرلمانية لعام 2002. وانتخب مامادو با بعد ذلك رئيسا لاتحاد القوى الديمقراطية.
من عام 2007 فصاعدًا، تولى رئاسة الحزب سيلو دالين ديالو، مرشح الحزب في الانتخابات الرئاسية لعام 2010، وتصدر الاقتراع في الجولة الأولى قبل أن يخسر بفارق ضئيل أمام ألفا كوندي في الجولة الثانية.
في 25 يوليو 2015، تم تسمية ديالو كمرشح للحزب للانتخابات الرئاسية لعام 2015 في مؤتمر الحزب؛ كما أعيد انتخابه لقيادة الحزب لمدة خمس سنوات أخرى.

## التاريخ الانتخابي

### انتخابات رئاسية
| انتخابات | مرشح الحزب       | الأصوات       | %             | الأصوات        | %              | النتيجة  |
| انتخابات | مرشح الحزب       | الجولة الأولى | الجولة الأولى | الجولة الثانية | الجولة الثانية | النتيجة  |
| -------- | ---------------- | ------------- | ------------- | -------------- | -------------- | -------- |
| 1993     | لم يشارك         | لم يشارك      | لم يشارك      | لم يشارك       | لم يشارك       | لم يشارك |
| 1998     | لم يشارك         | لم يشارك      | لم يشارك      | لم يشارك       | لم يشارك       | لم يشارك |
| 2003     | لم يشارك         | لم يشارك      | لم يشارك      | لم يشارك       | لم يشارك       | لم يشارك |
| 2010     | سيلو دالين ديالو | 772,496       | %43.60        | 1,333,666      | %47.48         | خسر      |
| 2015     | سيلو دالين ديالو | 1,242,362     | 31.45%        | -              | -              | خسر      |
| 2020     | سيلو دالين ديالو | 1,373,320     | 33.50%        | -              | -              | خسر      |

### انتخابات الجمعية الوطنية
| انتخابات | قائد الحزب       | الأصوات        | %              | الأصوات  | %        |
| انتخابات | قائد الحزب       | دائرة انتخابية | دائرة انتخابية | نسبي     | نسبي     |
| -------- | ---------------- | -------------- | -------------- | -------- | -------- |
| 1995     | مامادو با        | لم يشارك       | لم يشارك       | لم يشارك | لم يشارك |
| 2002     | مامادو با        | مقاطع          | مقاطع          | مقاطع    | مقاطع    |
| 2013     | سيلو دالين ديالو | 711,393        | 24.08%         | 967,173  | 30.48%   |
| 2020     | سيلو دالين ديالو | لم يشارك       | لم يشارك       | لم يشارك | لم يشارك |

## روابط خارجية
- الموقع الرسمي باللغة الفرنسية